# Producciones JES
Producciones JES fue una programadora y una productora de televisión colombiana, fundada en 1964 por Julio Sánchez Vanegas.
Desde sus inicios, la programadora transmitió sus producciones en los canales públicos de Inravisión.

## Historia
Fue fundada en 1964 por Julio Sánchez Vanegas. Sus directivos estaban encabezados por la familia Sánchez Cristo, conformada por precisamente por Julio E. Sánchez Vanegas, su esposa Lily Cristo y sus hijos Julio Sánchez Cristo, Jaime Sánchez Cristo, Alberto Sánchez Cristo y Gerardo Sánchez Cristo. Este último fue vicepresidente comercial de la empresa hasta 1998.
El primer programa que realizó esta empresa se llamó Ventana al mundo, un programa cultural presentado por Alberto Giraldo, Arturo Abella y Jaime Villamil. 
Poco después, Julio E. Sánchez Vanegas acordó una fusión entre Producciones JES y Producciones Terra, programadora de Otto Greiffestein. Este último fue durante muchos años una de las voces oficiales de la programadora hasta su fallecimiento en 1994. Producciones JES tuvo un acuerdo con Producciones Terra por la fusión debido a que produjo el programa musical de El Show de Otto y Julio.
En 1967 nació el programa musical Espectaculares JES, que en un inicio se emitía en blanco y negro. 
En 1970, Producciones JES transmitió por primera vez en el país los Premios Óscar. 
Producciones JES se mantuvo en las licitaciones de programadoras entre 1972 y 1991 operándose en la Cadena 1 y en la Cadena 2.
En sus inicios la empresa no crecía y arrendaba los espacios a Inravisión desde finales de los 60 y en la licitación de 1973 donde solamente le adjudicaron una hora y media para los sábados por la Primera Cadena.
Producciones JES fue también la pionera en transmitir a color en 1978 con el sistema NTSC después de RTI Televisión, Producciones PUNCH, Caracol Televisión y Jorge Barón Televisión que también adaptaron transmitir a color bajo ese sistema, además hacían varias transmisiones en los diversos lugares del país.
En agosto de 1988, Producciones JES entró a formar parte de la Organización de Televisión Iberoamericana (OTI) y en esa misma fecha se crea la OTI Colombia, que fue un consorcio de programadoras que tenía la licencia para transmitir los Juegos Olímpicos, la Copa Mundial de fútbol y el Festival OTI de la Canción, para las programadoras de Producciones JES, Caracol Televisión, RCN Televisión, RTI Televisión, Producciones PUNCH y Datos y Mensajes (las mismas que estaban afiliadas a la OTI).
En la licitación de 1991 se presentó a la licitación de las cadenas Uno y A y le salió favorecida en el Canal A con 14 horas y media de programación (al igual que RTI Televisión, RCN Televisión y Caracol Televisión con mayor número de horarios adjudicados), con ello la empresa creció y los empleados pasaron de 80 a 250 empleados y su gran acierto fue las telenovelas, aunque al propio Don Julio no le interesaba las telenovelas pues les tocaba hacerlas porque era una obligación del gobierno de César Gaviria de hacer las telenovelas.
Durante la licitación que adjudicó los espacios de televisión entre 1992 y 1997, Producciones JES se constituyó en una de las mayores concesionarias, operando en el Canal A.
En la licitación de 1997 fue el último suspiro para esta programadora por estar en el quinto lugar de los proponentes y le adjudicaron al Canal Uno las 9 horas de programación y con horarios malos y regulares (similar a Promec Televisión y similar a Gegar Televisión en la licitación de 1987).
La consecuencia de estos horarios en su mayoría regulares y malos no fue solamente por los puntajes inferiores, sino que esta programadora fue severamente castigada por el gobierno de Ernesto Samper por las fuertes polémicas del proceso 8000 al igual que las programadoras Telestudio, Criptón, TV-13 y Globo Televisión en donde fueron involucrados el ministro de comunicaciones Saulo Arboleda y demás funcionarios del gobierno por el fracaso, el bajo rating y la franca decadencia que tenían sus espacios como Concéntrese, Locos Vídeos y Panorama, además Producciones JES iba a ocupar los espacios adicionales que dejó Caracol Televisión después de su conversión a canal privado, pero en vez de beneficiar lo perjudicaba. 
Durante la licitación que adjudicó los espacios de televisión entre 1998 y 2000 (año de su desaparición como programadora), Producciones JES se constituyó en una de las mayores concesionarias, operando en el Canal Uno (hoy Canal 1).
Producciones JES comenzó a declararse en quiebra la empresa tal como le pasó a Producciones PUNCH, además como solución a los Sánchez Cristo decidieron salir de la compañía para tomar cada uno nuevos caminos diferentes, finalmente el 15 de septiembre del 2000 Producciones JES le devolvió los espacios a la Comisión Nacional de Televisión (actualmente Comisión de Regulación de Comunicaciones) después de 36 años de emisiones sin interrumpir y después le adjudicaron a Audiovisuales los horarios que tenían Producciones JES en 1998, antes de devolver los espacios. 
Los eventos como: Los Premios Óscar que se comenzaba transmitirse por RCN Televisión en coproducción Vista Productions a partir del 2001 hasta 2018, el Miss Universo también fue transmitido por RCN Televisión, pero después fue ofrecido por Caracol Televisión en el 2006 ya que en ese año perdieron los derechos de transmisión ya que Caracol Televisión ofreció pagar más dinero a los representantes del concurso y finalmente Caracol Televisión se quedó con los derechos del certamen internacional y los Premios Grammy que se comenzó a transmitirse por Citytv. 
En el 2002 Producciones JES volvió a resucitar en las pantallas pero esta vez como una productora solamente y esta vez resucitó el programa Panorama, que inicialmente se iba a emitir los martes, pero el Senado de la República le negó ceder este espacio y finalmente lo emitieron los viernes para el 2003 como parte del Plan de Salvamento del Canal Uno y gracias a una alianza que tuvieron con Audiovisuales, pero además en el 2004 fue cedido por la unión temporal de Colombiana de Televisión-NTC Televisión para emitirse los jueves por el Canal Uno y finalmente se emitía los sábados por el mismo canal en el 2005 que era con la conducción de Claudia Becerra, pero esta etapa duró solo tres años y luego se emitió pero en una alianza de CM& Televisión y RTVC Sistema de Medios Públicos con la presentación de Maythe González y Andrés Caparrós de lunes a viernes por el Canal Uno entre 2014 a 2017.
Con la liquidación de Producciones JES, gran parte de los archivos materiales fueron cedidos a la nueva productora Vista Productions Inc que es propiedad de su hijo Jaime Sánchez Cristo. 
Su fundador Julio Sánchez Vanegas falleció el 26 de enero de 2024 a los 93 años de edad.

## Servicios
Producciones JES contaba con su emisora; como la tradicional Emisoras El Dorado, en los 1130 AM en Bogotá y que estuvo al aire hasta 1979.

## Estudios
Sus oficinas y sus estudios estaban ubicados en la urbanización Quinta Paredes de Bogotá en el que además ocupaba unos 250 metros de longitud que les permitía grabar sus programas. Sus equipos también se operaban en sus oficinas y estudios. Sus estudios y oficinas de Producciones JES que eran ubicados en la Urbanización Quinta Paredes de Bogotá era un lugar preferencial para don Julio.

## Logotipos
- 1964-1979: Una silueta en forma de trapecio, a blanco y negro y adentro la palabra JES.
- 1979-1981: Sale un trapecio de color naranja y la palabra JES en negro, encima la frase «Producciones» y abajo «Vídeo color - Colombia» de color blanco.
- 1982-1989: Un trapecio y la palabra JES en color de amanecer soleado, encima la frase «Producciones» y abajo «Vídeo color - Colombia»
- 1989-1990: Por motivo de sus 25 años salen las letras JES en blanco y el trapecio de color degradé amarillo a rojo, fondo azul oscuro. Arriba la palabra «Producciones» y abajo la frase «25 años».
- 1990-1991: El mismo logo, con el texto «Televisión - Colombia».
- 1991-1992: En fondo negro, salen una por una las líneas verdes que conforman la sigla JES.
- 1992-1993: En fondo azul oscuro, salen una por unas líneas verdes claras que conforman la sigla JES acompañado de unas líneas verdes oscuras que forman el trapecio; después se barría hasta transformarlos en el logo que usó en 1990.
- 1993-2000: Sale el trapecio color vidrio, surgiendo la palabra JES en azul cristal.